# Hewlett Packard Enterprise
Hewlett Packard Enterprise (HPE, произносится Хью́летт Па́ккард Энтерпрайз, Эйч Пи И) — американская ИТ-компания, созданная в 2015 году вместе с HP Inc. в результате раздела корпорации Hewlett-Packard. Унаследовала бизнес в сегменте корпоративных клиентов — производит серверы, суперкомпьютеры, системы хранения данных, сети хранения данных, сетевое оборудование, конвергентные системы, а также занимается построением облачных инфраструктур. Является публичной компанией, акции торгуются на бирже под NYSE-тикером HPE. Штаб-квартира расположена в Спринге (пригород Хьюстона, Техас).

## Образование
В сентябре 2014 года было объявлено о разделении корпорации Hewlett-Packard на Hewlett Packard Enterprise, которой отошло производство серверов и ИТ-услуги корпоративным клиентам, и HP Inc., которой досталось производство персональных компьютеров и принтеров. Разделение было завершено 31 октября 2015 года (в последний день финансового года компании). При разделе Hewlett-Packard выручка в завершившемся 2015 финансовом году распределялась следующим образом: Hewlett Packard Enterprise — $53 млрд, HP Inc. — $57,3 млрд. При этом бо́льшая часть активов ($80 млрд из $110 млрд) досталась Hewlett Packard Enterprise, а бо́льшая часть долга — HP Inc.
Председателем совета директоров новой корпорации Hewlett Packard Enterprise была избрана Патриция Руссо, президентом и гендиректором новой HPE стала бывший гендиректор Hewlett-Packard Маргарет Уитмен. Hewlett Packard Enterprise была создана как новая компания, несколько дистанцировавшись от старой корпорации Hewlett-Packard, — она получила новый совет директоров, новый NYSE-тикер HPE, ею были сформированы новый бренд — HPE и новый фирменный стиль: шрифт и цвета — лазурный с серым, новое доменное имя официального сайта — hpe.com, но за ней остался старый адрес центрального офиса — 3000 Hanover Street, Пало-Альто. В отличие от обновлённой компании HP Inc. — за которой были сохранены почти все атрибуты старой корпорации Hewlett-Packard — многие члены совета директоров остались из старой компании, старый NYSE-тикер HPQ, старый бренд HP, старый фирменный стиль: шрифт и цвета — голубой с белым, старое доменное имя официального сайта — hp.com, но она получила новый адрес центрального офиса — 1501 Page Mill Road, Пало-Альто.

### Унаследованные активы
Среди переданного в состав новой корпорации HPE при разделе Hewlett-Packard — поглощённые активы производителей аппаратного обеспечения такие как: Apollo Computer (в 1989 за $0,5 млрд поглощена HP); Convex Computer (в 1995 за $0,15 млрд поглощена HP); Tandem Computers (в 1997 за $3 млрд поглощена Compaq); DEC (в 1998 за $9 млрд поглощена Compaq); Compaq (в 2002 за $25 млрд поглощена HP); EDS (в 2008 за $13,9 млрд поглощена HP); 3Com (в 2010 за $2,7 млрд поглощена HP); 3PAR (в 2010 за $2,35 млрд поглощена HP). Среди унаследованных производителей программного обеспечения — Mercury Interactive (в 2006 за $4,5 млрд поглощена HP); Opsware (в 2007 за $1,6 млрд поглощена HP); ArcSight (в 2010 за $1,5 млрд поглощена HP); Vertica Systems (в 2011 за $0,35 млрд поглощена HP); Autonomy (в 2011 за $10,2 млрд поглощена HP) и другие.

## История
В мае 2016 года заключена сделка по передаче подразделения корпоративных ИТ-услуг HPE Enterprise Services (с оборотом в $19 млрд, сформированной из компании EDS) конкурирующей компании Computer Sciences Corporation, в результате которой на рынке появится новый поставщик ИТ-услуг, DXC Technology, с годовой выручкой в $26 млрд, а оставшийся в HPE бизнес (серверы, системы хранения данных, сетевое оборудование и облачная инфраструктура) оценён в способность приносить выручку в $33 млрд. После объединения активов, 50 % акций новой объединённой корпорации было передано HPE, которая также номинирует половину членов совета директоров новой компании, которую возглавит гендиректор Computer Sciences Майк Лори. Эта сделка была закрыта в апреле 2017 года.
В августе 2016 года корпорация объявила о поглощении производителя суперкомпьютеров Silicon Graphics за $275 млн.
В сентябре 2016 года признанный непрофильным бизнес подразделения HPE Software по разработке программного обеспечения (с оборотом в $3,2 млрд, включая линейку OpenView и другие программные системы по управлению ИТ, системы организации разработки программного обеспечения, системы для сбора, анализа и защиты информации) продан британской компании Micro Focus за $2,5 млрд наличными и 50,1 % акций Micro Focus. Общий объём сделки оценён в $8,8 млрд, притом что лишь один из проданных активов — Autonomy, приобретался Hewlett-Packard за $10,2 млрд.
В январе 2017 года за $650 млн поглощён производитель гиперконвергентных систем SimpliVity, считается, что сделка движима стремлением конкурировать с Dell (поглотившей EMC) и Nutanix.
В марте 2017 года было объявлено о покупке за $1 млрд компании Nimble Storage, в результате которой будут обретены технологии корпоративных твердотельных накопителей, что поможет успешнее конкурировать на быстро растущем рынке флэш-СХД.
В мае 2017 года HPE представила прототип нового поколения компьютеров проекта The Machine, представляющего собой вычислительную систему на принципиально новой архитектуре Memory-Driven Computing (MDC), в которой все вычисления производятся непосредственно в памяти, чем достигается более высокая по сравнению с традиционными системами скорость ввиду отсутствия необходимостью переноса данных из устройства хранения в ОЗУ. Сегодня The Machine содержит 160 Тбайт универсальной памяти, которая служит как для хранения данных, так и для оперативного доступа к ним, и которая распределена по 40 физическим узлам, а основанная на ядре Linux операционная система работает на ARMv8-процессоре Cavium ThunderX2. Кроме того, в The Machine применяются оптические соединения, включая фотонный модуль X1. Эта презентация говорит о том, что HPE находится в поисках новых рынков, которые помогут компании повысить спрос на её продукцию, чтобы получить преимущества в борьбе с традиционными конкурентами, вроде Dell Technologies, а также облачными компаниями, такими как Amazon.
В ноябре 2017 года Мег Уитмен объявила о намерении сложить полномочия гендиректора HPE с 1 февраля 2018 года, при этом она сохранит членство в совете директоров компании, а её пост займёт нынешний президент компании Антонио Нери. Под руководством Мег Уитмен компания HPE была выделена из корпорации Hewlett-Packard, а затем также ещё и избавилась от большей части софтверных и сервисных активов сосредоточившись на основном бизнесе, и теперь, по её словам, ясно, куда будут направляться ресурсы компании.
В ноябре 2018 года HPE сообщила о покупке компании BlueData, специализирующейся на разработке программного обеспечения, которое упрощает создание сред для машинного обучения и анализа больших данных. В мае 2019 года корпорация объявила о поглощении ведущего производителя суперкомпьютеров компании Cray. Сделка стоимостью $1,4 млрд была закрыта в конце сентября 2019 года.
В декабре 2020 года компания объявила о переносе штаб-квартиры из Калифорнии в пригород Хьюстона (Техас). Новый комплекс из двух пятиэтажных зданий был открыт в апреле 2022 года. В 2024 году было достигнуто соглашение о поглощении производителя телекоммуникационного оборудования компании Juniper Networks, стоимость сделки составила 14 млрд долларов; в начале 2025 года Министерство юстиции США подало иск с целью заблокировать сделку.

## Руководство
- Патриция Руссо — председатель совета директоров (в совете с 2015), бывший гендиректор Alcatel-Lucent и Lucent Technologies.
- Антонио Нери[англ.] — президент с июня 2017 года и генеральный директор с февраля 2018 года; в Hewlett-Packard с 1996 года.

## Акционеры
При разделе Hewlett-Packard акционеры за каждую акцию исходной компании получили по одной акции Hewlett Packard Enterprise и HP Inc. Таким образом акционерный капитал Hewlett Packard Enterprise оказался разделённым на 1,643 млрд акций, их общая стоимость (рыночная капитализация компании) на май 2025 года составляла $22,9 млрд. Около 90 % акций Hewlett Packard Enterprise принадлежит институциональным инвесторам, крупнейшими из которых были:
- The Vanguard Group, Inc. — 167,2 млн (12,7 %)
- BlackRock, Inc. — 129 млн (9,8 %)
- State Street Global Advisors, Inc. — 71,8 млн (5,5 %)
- JPMorgan Chase — 57 млн (4,3 %);
- Bank of America Corp — 53,5 млн (4,1 %);
- Goldman Sachs Group Inc, — 50,3 млн (3,8 %);
- UBS Group AG — 42,6 млн (3,2 %);
- Geode Capital Management, LLC — 33,7 млн (2,6 %);
- PRIMECAP Management Company— 28 млн (2,1 %);
- Ameriprise Financial Inc — 23,1 млн (1,8 %).

## Деятельность
Подразделения компании по состоянию на 2023/24 финансовый год:
- Server — разработка, производство, продажа и обслуживание серверов, включая линейки HPE ProLiant Rack, Tower, HPE Synergy, HPE Scale Up Servers, HPE Edgeline, HPE Cray EX, HPE Cray XD и HPE NonStop; разработка программного обеспечения для серверов; 54 % выручки;
- Hybrid Cloud — гибридное облако[англ.], услуги хранения, защиты и архивирования данных, а также обеспечение доступа к ним; 18 % выручки;
- Intelligent Edge — оборудование и программное обеспечение для проводных и беспроводных локальных сетей; 15 % выручки;
- Financial Services — финансовые услуги, такие как лизинг оборудования, финансирование проектов, управление активами; 12 % выручки;
- Corporate Investments and Other — инвестиции, консультации и другая деятельность; 3 % выручки.

Выручка компании за 2023/24 финансовый год составила 30,1 млрд долларов, из них на США пришлось 36 %, на остальную Америку — 8 %, на Европу, Ближний Восток и Африку — 34 %, на Азиатско-Тихоокеанский регион и Японию — 22 %.
У компании по состоянию на конец октября 2024 года было около 13 тыс. патентов и заявок на патенты, расходы на научно-исследовательскую деятельность в 2023/24 финансовом году составили $2,2 млрд. Исследовательские центры (Hewlett Packard Labs) находятся: в Пало-Альто (США), Бристоле (Великобритания) и Хайфе (Израиль). Часть продукции компания производит на своих предприятиях, однако в основном применяет аутсорсинг производства.
Штаб-квартира компании находится по адресу 1701 East Mossy Oaks Road, Spring, Texas, 77389, United States of America. Основные производственные мощности расположены в следующих странах:
- США:
  - Висконсин — Чиппева-Фолс[англ.];
  - Джорджия — Алфаретта;
  - Калифорния — Милпитас, Саннивейл, Санта-Клара
  - Колорадо — Колорадо-Спрингс, Форт-Коллинс
  - Массачусетс — Андовер;
  - Миннесота — Розвилл;
  - Техас — Спринг[англ.], Хьюстон;
- Великобритания — Эрскин[англ.];
- Индия — Бангалор;
- Китай — Пекин;
- Пуэрто-Рико — Агуадилья;
- Сингапур;
- Тайвань — Тайбэй;
- Япония — Токио.

В списке крупнейших публичных компаний мира Forbes Global 2000 за 2024 год Hewlett Packard Enterprise заняла 425-е место. В списке крупнейших компаний США Fortune 500 заняла 147-е место.

### В России
В июне 2022 года, в связи со вторжением России на Украину, Hewlett Packard Enterprise заявил о полном уходе с российского рынка.

## Продукты
- серверы:
  - HPE ProLiant — линейка серверов на базе x86-процессоров;
  - HPE Integrity[англ.] — линейка серверов на базе процессоров x86, Itanium;
  - HPE Altix — линейка серверов на базе процессоров x86, Itanium;
  - HPE NonStop[англ.] — линейка серверов на базе процессоров x86, Itanium, PA-RISC;
  - HPE Superdome — линейка суперкомпьютеров на базе процессоров x86, Itanium, PA-RISC;
- сетевое оборудование:
  - ProCurve[англ.];
  - продукты 3Com, в том числе коммутаторы ядра, коммутаторы доступа, точки доступа, контроллеры беспроводного доступа и программные системы управления сетью;
- системы хранения данных:
  - HP 3PAR[англ.];
  - Nimble Storage[англ.].